# قلعة نو (وكيل أباد)
قلعة نو (بالفارسية: قلعه نو) هي منطقة سكنية تقع في إيران في قسم وکيل أباد الريفي. يقدر عدد سكانها بـ 591 نسمة بحسب إحصاء 2016.